# Cormec
Cormec Córdoba Mecánica S.A. (Actualmente Fiat Auto Argentina S.A.) hace principalmente referencia a la fábrica mecánica que Fiat posee con domicilio en Ruta 9 kilómetro 695, localidad de Ferreyra en la provincia de Córdoba de la República Argentina y que durante los años 90 pasó a formar parte de la mencionada sociedad, abandonando Sevel.

## Historia
El ensamblado automotriz local de Fiat en esos años estaba a cargo de la planta que Sevel Argentina poseía en la ciudad bonaerense de El Palomar mientras que la fábrica en cuestión de Córdoba, se limitaba al aspecto "mecánico" (motores) y de maquinaría pesada, siendo estas su únicas actividades. Un claro ejemplo de esto fue la producción de los motores Twin Cam 2.0 8v, que equiparon al Fiat Regata y al Fiat Tempra (primero carburadas y luego con inyección "SPI" monopunto y denominadas 2.0 i.e.), la familia de "Motores Tipo" 1.4 (estándar y BIO) y los 1.6 que equiparían a los productos Mercosur en la era Sevel de los años 90 (Fiat Spazio y Vivace, Fiat Uno, Fiat Duna, Fiat Regatta). Además de la novedad en 1993 cuando presentó la mecánica de fabricación local pero desarrollada en Italia y adaptada por Fiat Brasil a la región: un 2.0 ahora con 16 válvulas e inyección electrónica multipunto de combustible y encendido digital mapeado, mecánica que entregaba una potencia de 127 CV a 5750 rpm y un torque de 18,4 kgm a 4750 rpm. Dicha mecánica se ensamblaba, como con las restantes producidas por Cormec, posteriormente en Brasil pero en este caso en los Tempra tope de gama (desde 1994). Esta fue la última mecánica "tope de línea" que produjo Cormec antes de su conversión a la producción de automóviles como Fiat Córdoba.
- Algunos ejemplos de motores producidos:

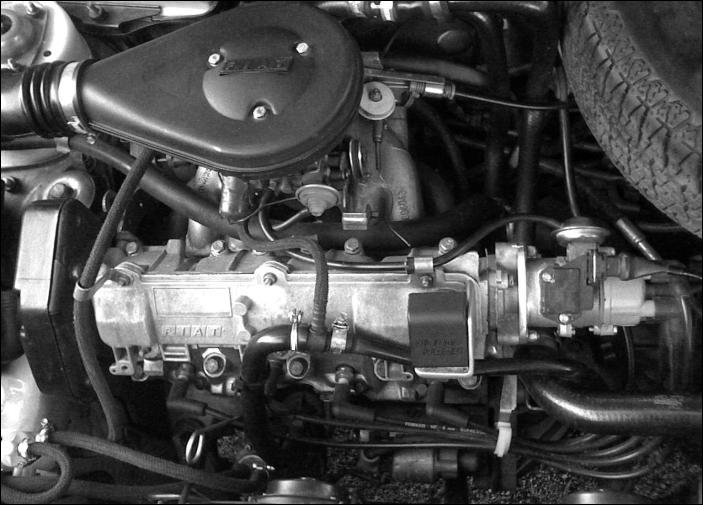
Motor Tipo carburado
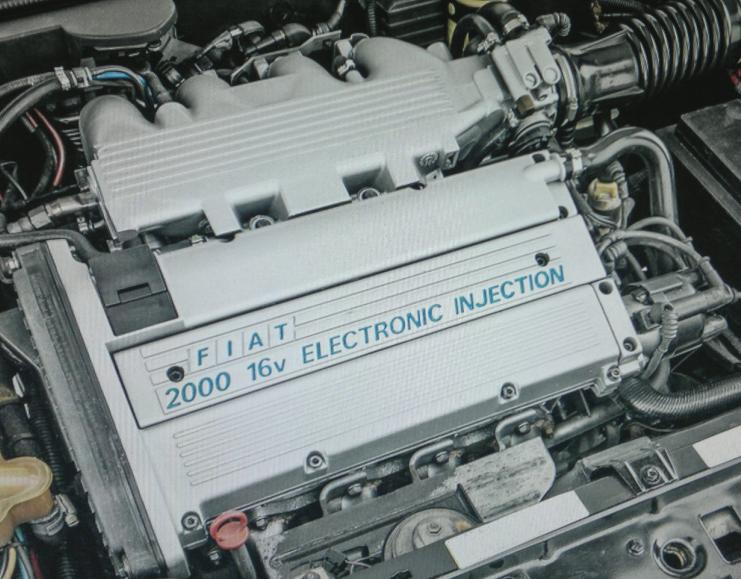
Motor Twin Cam 2.0 16v MPI

Volviendo al ensamblado automotriz, fue durante 1993 y para afrontar el excedente de demanda por parte de los consumidores, que Sevel Argentina decidió reabrir temporalmente la fábrica que poseía en el pasado la sociedad SAFRAR en Berazategui y en donde ensambló los Fiat Spazio/Vivace que no alcanzaba a cumplir con las ventas en número con lo que importaba del Brasil.
- Ejemplos de Fiat Spazio/Vivace producidos:

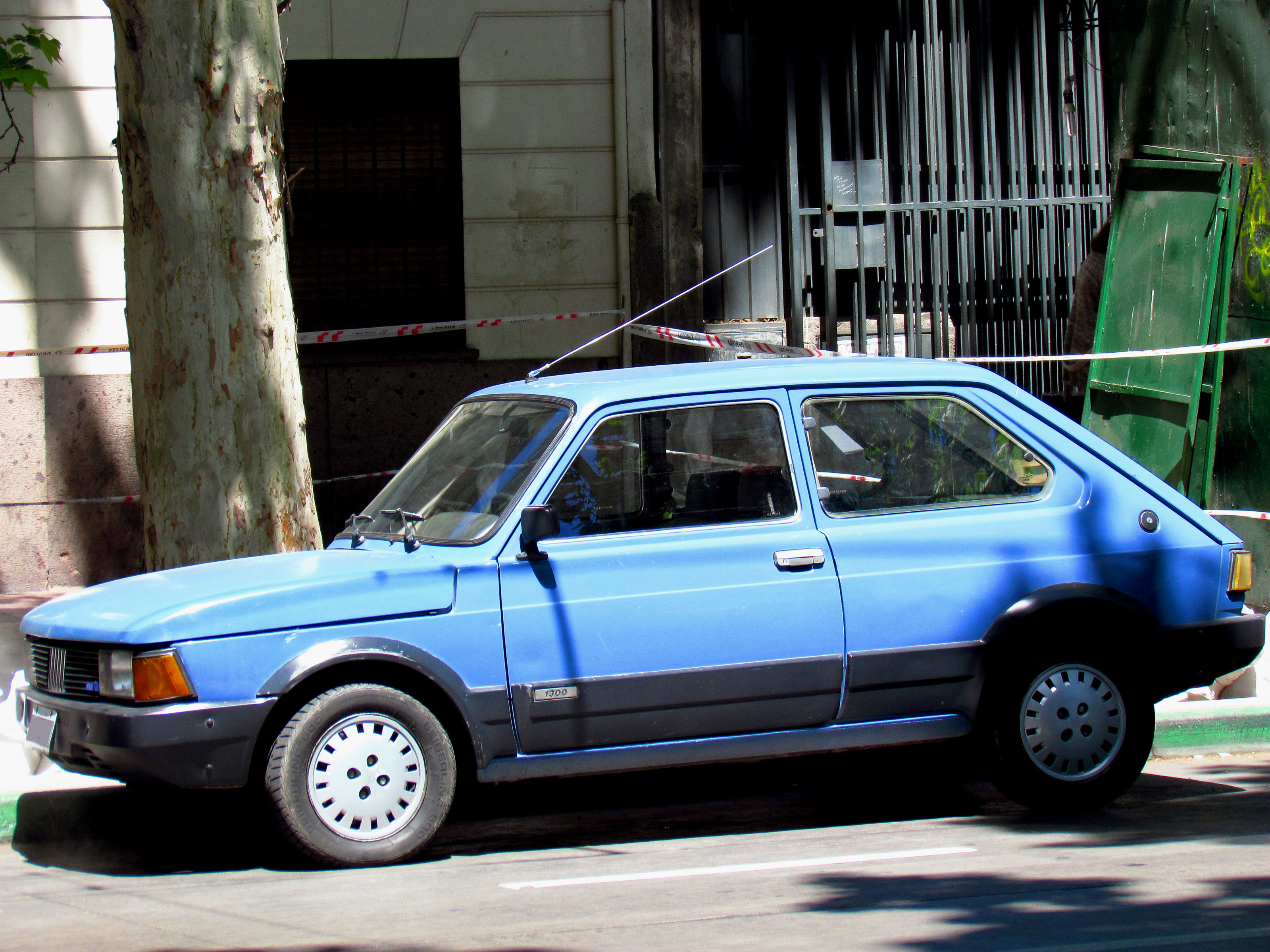
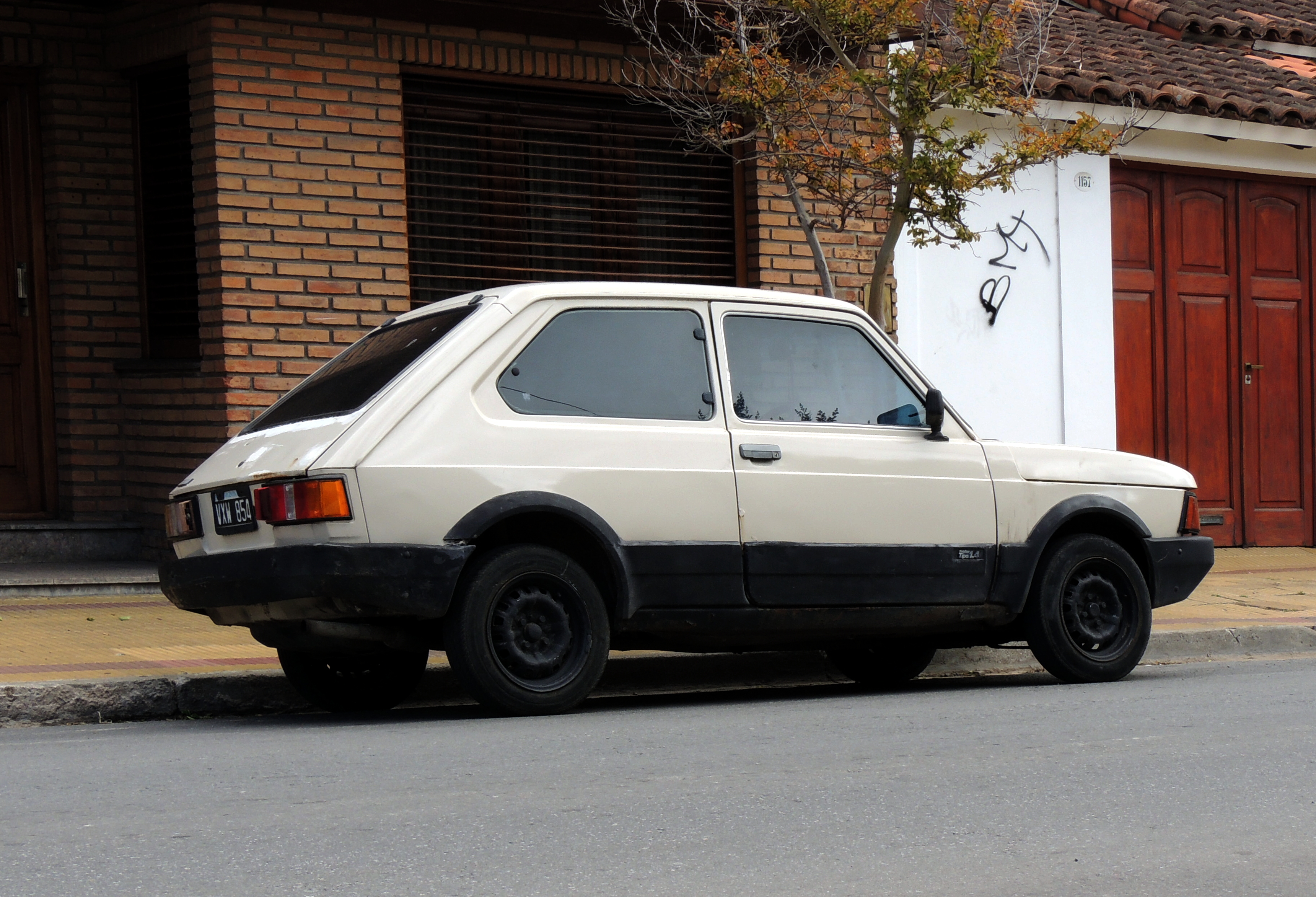
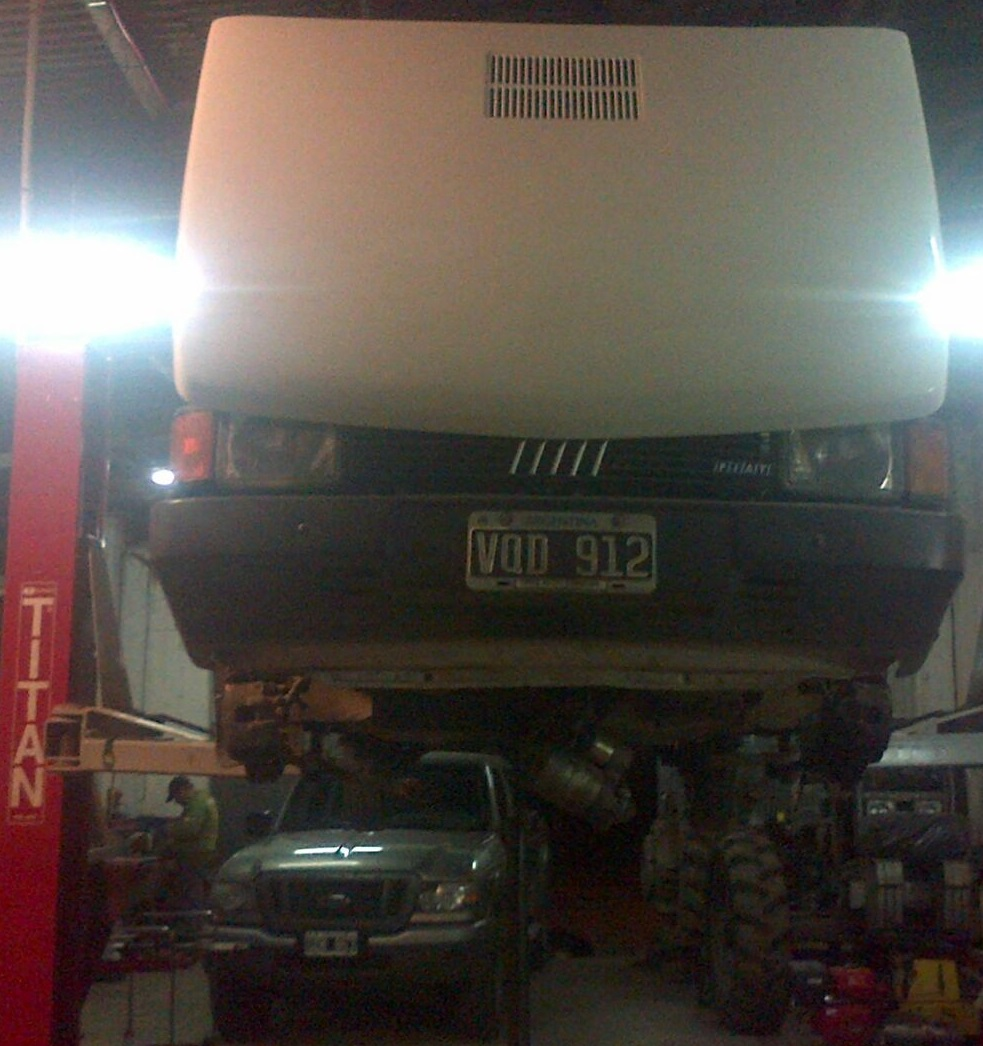

## Retorno a Fiat Auto
En abril de 1995 Fiat Auto (ya no Sevel) decidió invertir 600 millones de dólares para la modernización de la fábrica cordobesa en cuestión y se reinauguró en diciembre de 1996 como Fiat Córdoba. En julio de ese mismo año y posteriormente al retome del control de la Fábrica por parte de Fiat Auto Argentina, se lanzó el modelo global denominado internamente como "proyecto 178" y conocido luego como Fiat Palio, automóvil que emplearía la plataforma del Fiat Uno de la época y se produciría también en las plantas de Fiat en Turquía, Brasil, Indonesia y China.
Comenzaba así una nueva historia y destino de la fábrica, hecho que quedó plasmado al cumplimentarse los requerimientos legales y autorizarse a la misma para la nueva producción así como su nuevo domiciilio legal, incluidos en la resolución 1347/97 del 26/12/97 y publicada en el Boletín Oficial 31/12/97.
- Ejemplos de Fiat Palio de primera generación (Proyecto 178):

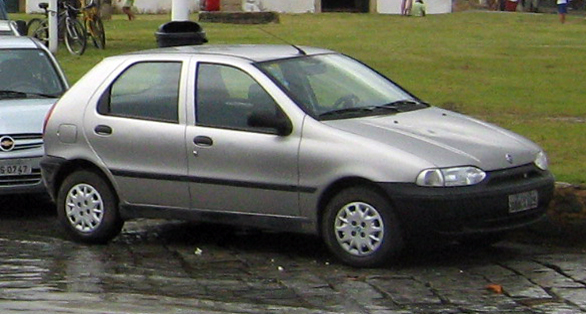
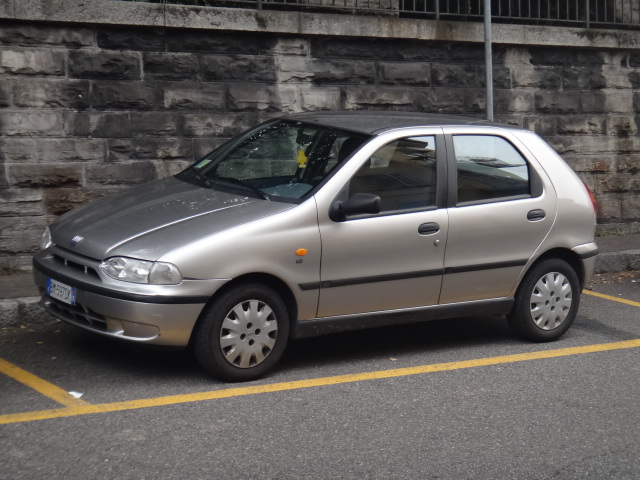
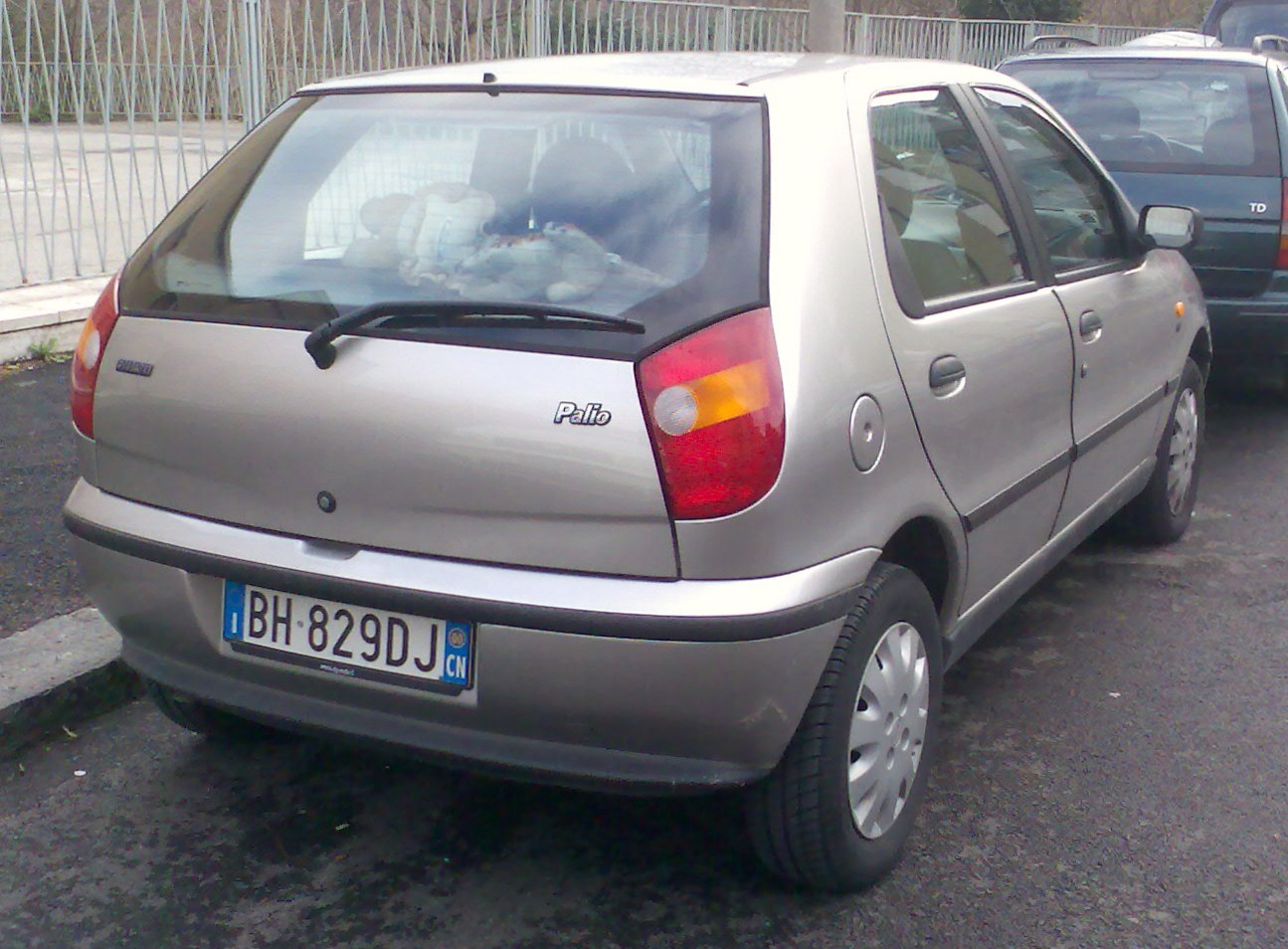